# The Last Waltz
The Last Waltz foi um concerto de rock realizado pelo grupo canadense The Band no Dia de Ação de Graças estadunidense em 25 de novembro de 1976 no Winterland Ballroom em São Francisco. The Last Waltz foi divulgado como o final da ilustre carreira ao vivo do The Band, e durante o concerto o grupo se reuniu com mais de uma dúzia de convidados especiais, incluindo Paul Butterfield, Eric Clapton, Neil Diamond, Bob Dylan, Emmylou Harris, Ronnie Hawkins, Dr. John, Joni Mitchell, Van Morrison, Ringo Starr, Muddy Waters, Ronnie Wood e Neil Young.
O evento foi filmado pelo cineasta Martin Scorsese e transformado em um documentário de mesmo nome, lançado em 1978. O filme traz cenas do concerto, registros de estúdio e entrevistas de Scorsese com os integrantes da banda. Um álbum triplo foi lançado em 1978. O filme foi relançado em DVD em 2002, juntamente com uma caixa com quatro CDs com o concerto e gravações de estúdios relacionadas a ele.
The Last Waltz é considerado um dos melhores filmes de rock já feitos, apesar de criticado por seu foco em Robbie Robertson.

## Origens
A ideia de um concerto de despedida surgiu no princípio de 1976, depois de Richard Manuel se ferir gravemente em um acidente de barco. Robbie Robertson então passou a cultivar o projeto de deixar de excursionar e transformar o The Band numa banda de estúdio, similar à decisão dos Beatles de parar de fazer shows em 1966.
Apesar de os outros integrantes não concordarem com a decisão de Robertson, o concerto foi organizado no Winterland Ballroom de Bill Graham, onde o The Band fez sua estreia ao vivo em 1969. Originalmente o grupo tocaria sozinho, até surgir a intenção de convidar Ronnie Hawkins e Bob Dylan, ambos importantes no surgimento do The Band; a lista de convidados então foi ampliada para incluir outros artistas.

## Concerto

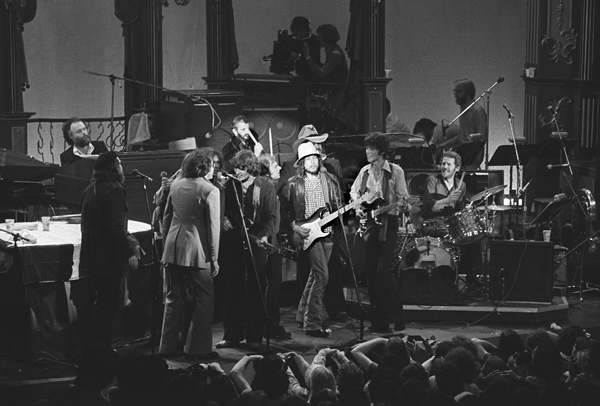
The Band, com Bob Dylan e convidados, durante "I Shall Be Released"

Promovido e organizado por Bill Graham, o concerto foi um evento elaborado. Começando às cinco da tarde com um jantar de peru oferecido à plateia de 5000 pessoas, a noite começou com um baile dançante com música pela Berkeley Promenade Orchestra. A seguir, os poetas Lawrence Ferlinghetti e Michael McClure subiram ao palco para uma leitura de suas obras.
A apresentação do The Band começou por volta das nove da noite, abrindo com "Up on Cripple Creek" e continuando com onze das canções mais populares do grupo, como "The Shape I'm In", "This Wheel's on Fire" e "The Night They Drove Old Dixie Down".
Uma sucessão de convidados passou então a subir ao palco, começando com Ronnie Hawkins em "Who Do You Love?". Sob o nome The Hawks, o The Band servira como banda de apoio de Hawkins no começo da década de 1960. Em seguida, Dr. John sentou-se ao piano para apresentar a canção "Such a Night", sua marca registrada. Ele então mudou para a guitarra e juntou-se a Bobby Charles em "Down South in New Orleans".
A seguir veio um set de blues com participações de Paul Butterfield na gaita, Muddy Waters nos vocais, Pinetop Perkins ao piano e Eric Clapton nos vocais e guitarra. Neil Young foi o próximo, cantando "Helpless" com vocais de apoio por Joni Mitchell, que permaneceu fora do palco. Segundo Robbie Robertson, isso se deu para que sua participação posterior não perdesse impacto. Mitchell veio depois de Young e cantou três músicas, com o apoio de Dr. John nas congas.
Neil Diamond veio em seguida. Apesar de ser o único a não ter uma ligação direta com o The Band e sua música, foi convidado por Robertson, que havia acabado de produzir seu álbum Beautiful Noise, com a intenção representar no concerto o grupo de compositores da Tin Pan Alley de Nova Iorque. Segundo consta, ao sair do palco Diamond comentou com Bob Dylan, "Faça melhor", no que Dylan respondeu, "O que eu preciso fazer, subir no palco e cair no sono?".
Van Morrison então apresentou duas canções, um arranjo especial de "Tura Lura Lural (That's an Irish Lullaby)" em dueto com Richard Manuel e "Caravan", número de destaque em seus próprios shows.
Os canadenses Young e Mitchell foram chamados de volta para ajudar a banda com "Arcadian Driftwood", uma ode aos acadianos da história do Canadá. O The Band então tocou um breve set com mais algumas de suas músicas antes de Bob Dylan subir ao palco para liderar sua antiga banda de apoio durante quatro canções.
O The Band e todos os seus convidados, com a inclusão de Ringo Starr na bateria e Ronnie Wood na guitarra, apresentou em seguida "I Shall Be Released" como número de encerramento. Dylan, compositor da música, e Manuel, cuja gravação em falsete tornou a composição famosa em Music from Big Pink, dividiram os vocais principais, embora Manuel não seja mostrado no filme e alterne entre sua voz normal e em falsete entre os versos.
Duas jam sessions foram então apresentadas. "Jam #1" traz o The Band, menos Richard Manuel, tocando com Neil Young, Ronnie Wood e Eric Clapton na guitarra, Dr. John no piano, Paul Butterfield na gaita e Ringo Starr na bateria. A seguir veio "Jam #2", com os mesmos músicos menos Robertson e Danko. Stephen Stills, que chegou atrasado, tocou um solo de guitarra, enquanto Carl Radle ficou no baixo. O The Band voltou por volta das 2:15 da madrugada para um bis, encerrando o concerto com "Don't Do It".

## Produção do filme

### Filmagem do concerto
Robertson pretendia inicialmente registrar o concerto em 16 mm, e baseado em como a música foi utilizada no filme Mean Streets, decidiu convidar seu diretor Martin Scorsese para guiar o projeto. Sob a direção de Scorsese, o filme evoluiu para uma produção de estúdio completa, com sete câmeras 35 mm e diretores de arte, iluminação e fotografia.
As câmeras foram operadas por diversos cinematografistas, incluindo Michael Chapman (Raging Bull), Vilmos Zsigmond (Close Encounters of the Third Kind) e László Kovács (Easy Rider, Five Easy Pieces). O palco e a iluminação foram projetados por Boris Leven, diretor de arte de musicais como West Side Story e The Sound of Music. Com o auxílio de Bill Graham, o cenário da produção de La traviata da Ópera de São Francisco foi alugado e usado como pano de fundo do palco.
Scorsese fez storyboards detalhados de cada canção, definindo a iluminação e ângulos de câmera para se encaixarem em cada uma delas. Apesar de seus planejamentos os rigores de uma produção ao vivo, com a música em volume alto e as horas gastas filmando o show, acabaram provocando alguns contratempos, como câmeras defeituosas e a troca não planejada de rolos de filme. Consequentemente alguns momentos deixaram de ser registrados, como a execução de "Mannish Boy" por Muddy Waters. Todas as câmeras, exceto a de Kovács, estavam desligadas; frustrado pelas constantes instruções de Scorsese, ele havia removido seu fone de ouvido no começo do concerto, não recebendo portanto a ordem de parar de gravar. Enquanto Scorsese tentava desesperadamente reativar as outras câmeras, Kovács já estava filmando, sendo o único capaz de capturar a simbólica canção da lenda do blues.

### Negociações com Bob Dylan
Apesar de ter concordado em participar do concerto, Bob Dylan não queria que sua aparição fosse filmada, temendo que isso interferisse em Renaldo and Clara, seu próprio projeto cinematográfico. A Warner Bros havia concordado em financiar a gravação de The Last Waltz acreditando que Dylan estaria envolvido com o filme e sua trilha-sonora. As negociações prosseguiram até o dia do show, sendo discutidas inclusive durante um intervalo nas filmagens.
Robertson garantiu a Dylan que o lançamento do filme seria adiado até a estreia de Renaldo and Clara, e só então ele concordou em ser filmado. O promoter Bill Graham também se envolveu na discussão quando, já durante a apresentação, alguém da equipe de Dylan tentou interromper a gravação. "Saia já daí ou eu te mato", impediu Graham.
De acordo com Scorsese, Dylan estipulou que apenas duas de suas canções poderiam ser registradas: "Baby Let Me Follow You Down" e "Forever Young". O diretor relembrou mais tarde: "Quando Dylan subiu ao palco, o som estava tão alto que eu fiquei sem saber o que filmar. Bill Graham ficou perto de mim gritando, 'Grava!  Grava! Ele vem das mesmas ruas que você. Não deixe ele te manipular'. Felizmente, seguimos nosso roteiro corretamente e conseguimos registrar as duas canções que foram usadas no filme".

### Uso de drogas
Scorsese admitiu posteriormente que durante esta época estava viciado em cocaína. Drogas estavam presentes em grandes quantidades durante o concerto. Nos bastidores, um cômodo foi pintado de branco e decorado com narizes tirados de máscaras de plástico, enquanto uma fita de áudio com ruídos de inspiração era tocada ao fundo. Uma bolha de cocaína saindo do nariz de Neil Young foi capturada pelas câmeras e teve de ser editada através de rotoscopia durante o processo de pós-produção.

### Pós-produção
Após o concerto, Scorsese continuou as filmagens por alguns dias em um estúdio da MGM com o The Band, os Staple Singers e Emmylou Harris. As versões de "The Weight" com os Staple e "Evangeline" com Emmylou foram incluídas no filme no lugar das versões ao vivo. Entrevistas com os integrantes do grupo foram conduzidas por Scorsese no Shangri-La, o estúdio do The Band situado em Malibu, Califórnia. Como complemento, Robertson compôs o tema "The Last Waltz Suite", utilizado como música incidental durante o filme.
Durante o processo de edição, Robertson e Scorsese ficaram amigos, e o compositor atuou eventualmente como produtor e consultor musical em projetos como Raging Bull, The King of Comedy, The Color of Money, Casino, Gangs of New York e The Departed.
Devido aos compromissos de Scorsese com as filmagens de New York, New York e American Boy: A Profile of Steven Prince, o lançamento de The Last Waltz foi adiado até 1978.

## Recepção

### Reconhecimento da crítica
O filme foi um sucesso de crítica, sendo listado frequentemente entre os maiores registros já realizados de um concerto musical. Michael Wilmington, crítico de cinema Chicago Tribune, chamou-o de "melhor filme de rock ao vivo já feito—e provavelmente o melhor filme de rock já lançado, ponto final". Terry Lawosn do Detroit Free Press considerou-o uma das "melhores experiências cinematográficas", enquanto o Total Film chamou-o de "maior concerto musical em película". No Rotten Tomatoes, o filme apresenta um total de 97% de aprovação, com apenas uma resenha negativa entre 37.
O crítico musical Robert Christgau deu à Trilha-sonora a classificação "B+", dizendo que "o filme é capaz de aprimorar o que só é escutado no álbum". Ele elogia os números de blues de Muddy Waters e Paul Butterfield, os arranjos de metais de Allen Toussaint, e o "furioso, ainda que confuso" dueto de guitarra de Robertson e Eric Clapton.

### Desaprovação de Levon Helm
Em sua autobiografia This Wheel's on Fire, lançada em 1993, Levon Helm expressa sérias ressalvas em relação ao filme, afirmando que Martin Scorsese e Robbie Robertson conspiraram para fazer o The Band parecer uma mera banda de apoio de Robertston. Ele afirma que o guitarrista, mostrado cantando potentes vocais de apoio, estava na verdade usando um microfone desligado (prática comum nas apresentações ao vivo do grupo, pois Robertson não se considerava um bom cantor).
Helm disserta sobre o tempo mínimo concedido às aparições de Manuel e Hudson, a situação mais absurda segundo ele sendo a hora que Manuel apresenta "I Shall Be Released"; os diversos convidados especiais são mostrados—inclusive Ronnie Hawkins, que não fazia nada no palco—exceto o próprio pianista, que cantava a música que se tornou célebre devido justamente a seus vocais em falsete. Durante o filme, no entanto, percebe-se um cameraman tentando filmar Manuel ao piano, que supostamente desiste devido a problemas técnicos ou por não conseguir obter um bom ângulo.
Helm chegou ao ponto de dizer que Last Waltz foi "a maior sacanagem que já aconteceu com o The Band", citando que ele, Manuel, Danko e Hudson jamais receberam um centavo das diversas versões do projeto lançadas em disco, CD, VHS e DVD pela Warner Bros.
No livro, o produtor John Simon também afirma que, com a exceção da bateria e dos vocais de Levon e da participação de Muddy Waters, toda a trilha-sonora sofreu overdubs em estúdio.

## Lançamento em DVD
Para o 25º aniversário do concerto em 2002, o filme foi remasterizado e uma nova versão cinematográfica produzida para uma exibição limitada em promoção ao lançamento do DVD e sua respectiva trilha-sonora em uma caixa de quatro CDs. Estreou em 5 de abril daquele ano no Castro Theatre, em São Francisco, com a exibição posteriormente expandida para quinze salas.
O DVD apresenta uma faixa de comentários por Robertson e Scorsese, o bônus Revisiting The Last Waltz e uma galeria de imagens do concerto, da filmagem em estúdio e da sessão de estreia original. Traz também como bônus as cenas de "Jam #2", que é interrompida pois a equipe de produção ficara sem sincronizadores de som para as câmeras após dez horas de filmagens ininterruptas.

## Músicos
| - Rick Danko – baixo, violino, vocal - Levon Helm – bateria, bandolim, vocal - Garth Hudson – órgão, piano, acordeão, sintetizador, saxofone soprano - Richard Manuel – piano, órgão, bateria, clavinete, dobro, vocal - Robbie Robertson – guitarra, piano - Rich Cooper – trompete, fliscorne - James Gordon – flauta, saxofone tenor, clarinete - Jerry Hey – trompete, fliscorne - Howard Johnson – tuba, saxofone barítono, fliscorne, clarinete baixo - Charlie Keagle – clarinete, flauta, saxofone - Tom Malone – trombone, eufônio, flauta alto - Larry Packer – violino elétrico - Arranjos por Henry Glover, Garth Hudson, Howard Johnson Tom Malone, John Simon e Allen Toussaint - Bob Margolin – guitarra (Muddy Waters) - Dennis St. John – bateria (Neil Diamond) - John Simon – piano em "Tura Lura Lural" e "Georgia On My Mind" | - Paul Butterfield – harmônica, vocal - Bobby Charles – vocal - Eric Clapton – guitarra, vocal - Neil Diamond – guitarra, vocal - Dr. John – piano, guitarra, congas, vocal - Bob Dylan – guitarra, vocal - Bill Graham – mestre de cerimônias - Emmylou Harris – violão, vocal - Ronnie Hawkins – vocal - Joni Mitchell – violão, vocal - Van Morrison – vocal - Pinetop Perkins – piano, vocal - Carl Radle – baixo - Cleotha Staples – vocal de apoio - Mavis Staples – vocal - Roebuck "Pops" Staples – guitarra, vocal - Yvonne Staples – vocal de apoio - Ringo Starr – bateria - Stephen Stills – guitarra - Muddy Waters – vocal - Ronnie Wood – guitarra - Neil Young – guitarra, harmônica, vocal |

## Performances
| Order de aparição no filme                               | Order de aparição no filme | Order de apresentação durante o concerto | Order de apresentação durante o concerto |
| Canção                                                   | Artista | Canção                                   | Artista                                  |
| -------------------------------------------------------- | --- | ---------------------------------------- | ---------------------------------------- |
| Don't Do It"                                             | The Band | "Up on Cripple Creek"                    | The Band                                 |
| "Theme from The Last Waltz"                              | The Band | "The Shape I'm In"                       | The Band                                 |
| "Up on Cripple Creek"                                    | The Band | "It Makes No Difference"                 | The Band                                 |
| "The Shape I'm In"                                       | The Band | "Life is a Carnival"                     | The Band                                 |
| "Who Do You Love?"                                       | Ronnie Hawkins | "This Wheel's on Fire"                   | The Band                                 |
| "It Makes No Difference"                                 | The Band | "W.S. Walcott Medicine Show"             | The Band                                 |
| Introdução a The Canterbury Tales em dialeto chauceriano | Michael McClure | "Georgia on My Mind"                     | The Band                                 |
| "Such a Night"                                           | Dr. John | "Ophelia"                                | The Band                                 |
| "Helpless"                                               | Neil Young | "King Harvest (Has Surely Come)"         | The Band                                 |
| "Stage Fright"                                           | The Band | "The Night They Drove Old Dixie Down"    | The Band                                 |
| "The Weight" (versão de estúdio)                         | The Band e The Staple Singers | "Stage Fright"                           | The Band                                 |
| "The Night They Drove Old Dixie Down"                    | The Band | "Rag Mama Rag"                           | The Band                                 |
| "Dry Your Eyes"                                          | Neil Diamond | "Who Do You Love?"                       | Ronnie Hawkins                           |
| "Coyote"                                                 | Joni Mitchell | "Such a Night"                           | Dr. John                                 |
| "Mystery Train"                                          | Paul Butterfield | "Down South in New Orleans"              | Bobby Charles e Dr. John                 |
| "Mannish Boy"                                            | Muddy Waters | "Mystery Train"                          | Paul Butterfield                         |
| "Further on up the Road"                                 | Eric Clapton | "Caldonia"                               | Muddy Waters                             |
| "Evangeline" (versão de estúdio)                         | The Band e Emmylou Harris | "Mannish Boy"                            | Muddy Waters                             |
| "Genetic Method"/"Chest Fever"                           | Garth Hudson | "All Our Past Times"                     | Eric Clapton                             |
| "Ophelia"                                                | The Band | "Further on up the Road"                 | Eric Clapton                             |
| "Caravan"                                                | Van Morrison | "Helpless"                               | Neil Young                               |
| "Loud Prayer"                                            | Lawrence Ferlinghetti | "Four Strong Winds"                      | Neil Young                               |
| "Forever Young"                                          | Bob Dylan | "Coyote"                                 | Joni Mitchell                            |
| "Baby Let Me Follow You Down"                            | Bob Dylan | "Shadows and Light"                      | Joni Mitchell                            |
| "I Shall Be Released"                                    | The Band e convidados mais Ronnie Wood e Ringo Starr                                                                                    | "Furry Sings the Blues"                  | Joni Mitchell                            |
|                                                          | |                                          |                                          |
| "Dry Your Eyes"                                          | Neil Diamond |                                          |                                          |
| "Tura Lura Lural (That's an Irish Lullaby)"              | Van Morrison |                                          |                                          |
| "Caravan"                                                | Van Morrison |                                          |                                          |
| "Acadian Driftwood"                                      | The Band, Neil Young e Joni Mitchell |                                          |                                          |
| "Genetic Method"/"Chest Fever"                           | The Band |                                          |                                          |
| "Evangeline" (versão ao vivo)                            | The Band |                                          |                                          |
| "The Weight" (versão ao vivo)                            | The Band |                                          |                                          |
| "Baby Let Me Follow You Down"                            | Bob Dylan |                                          |                                          |
| "Hazel"                                                  | Bob Dylan |                                          |                                          |
| "I Don't Believe You"                                    | Bob Dylan |                                          |                                          |
| "Forever Young"                                          | Bob Dylan |                                          |                                          |
| "Baby Let Me Follow You Down" (reprise)                  | Bob Dylan |                                          |                                          |
| "I Shall Be Released                                     | The Band e convidados mais Ronnie Wood e Ringo Starr                                                                                    |                                          |                                          |
| "Jam #1"                                                 | Neil Young, Ronnie Wood, Eric Clapton, Robbie Robertson, Paul Butterfield, Dr. John, Garth Hudson, Rick Danko, Ringo Starr e Levon Helm |                                          |                                          |
| "Jam #2"                                                 | Neil Young, Ronnie Wood, Eric Clapton, Stephen Stills, Paul Butterfield, Dr. John, Garth Hudson, Carl Radle, Ringo Starr e Levon Helm   |                                          |                                          |
| "Don't Do It"                                            | The Band |                                          |                                          |